# Кумано Мару
Кумано Мару (яп. 熊野丸) — японський ескортний авіаносець часів Другої світової війни.

## Історія створення
«Кумано Мару» — армійський десантний корабель, за своєю конструкцією повторював «Акіцу Мару», але відзначався досконалішою конструкцією. Проєкт створено 1942 року на основі стандартного вантажного транспорту типу М.
Закладений 15 серпня 1944 року в Інносіма, спущений на воду 28 січня 1945 року, введений в експлуатацію 31 березня 1945 року.

## Конструкція
Десантний корабель-авіаносець мав гладку палубу та ангар, де замість літаків могли розміщатись 13 десантних плашкоутів типу «Дайхацу» та різноманітна військова техніка. Для вивантаження техніки в кормовій частині були влаштовані широкі ворота та спеціальна рампа.
Політна палуба (110х21,5 м) призначалась тільки для зльоту. Катапульт і аерофінішерів не було. Підйом літаків з ангара здійснював один підйомник або кран.

## Використання
Корабель не брав участі в бойових діях. Після війни переобладнаний у торгове судно. У 1951 році розібраний на метал.